# Nejjižnější město
Označení nejjižnější město je především turistický slogan, který si přisvojují tři lokality na jihu jihoamerického kontinentu v oblasti Patagonie a souostroví Ohňové země – Punta Arenas, Ushuaia a Puerto Williams.
Podle kritérií klasifikace lidských osad OSN, je osada považována za město, pokud má 50 000 nebo více obyvatel. Nejjižnějším městem s více 1 000 000 obyvatelem je Melbourne v Austrálii, více na jihu leží chilské Punta Arenas, čítající přes 100 000 obyvatel. Ještě jižněji leží argentinská města Río Grande s 98 017 obyvateli a Ushuaia s 82 615 v roce 2022. Právě Ushuaia přitom bývá nejčastěji uváděna jako nejjižnější město na Zemi. Na ostrově Navarino, jižně od průlivu Beagle a Ushuaiy, se nachází Puerto Williams, jehož obyvatelstvo je 1 868 obyvatel v roce 2017. I Puerto Williams bývá označováno jako nejjižnější město na Zemi. Podle chilské ústavy je však městem urbanistický celek, čítající minimálně 5000 lidí, Puerto Williams tedy městem není. Ještě jižněji na stejném ostrově pak leží Puerto Toro, rybářská osada s méně než 100 obyvateli.

## Sídla s více než 1000 obyvatel
| pořadí | obec                               | populace | zeměpisné souřadnice             |
| ------ | ---------------------------------- | -------- | -------------------------------- |
| 1      | Puerto Williams, Chile             | 1 868    | 54°56′6″ j. š., 67°36′19″ z. d.  |
| 2      | Ushuaia, Argentina                 | 82 615   | 54°48′23″ j. š., 68°18′46″ z. d. |
| 3      | Tolhuin, Argentina                 | 9 879    | 54°30′40″ j. š., 67°11′31″ z. d. |
| 4      | Río Grande, Argentina              | 98 017   | 53°47′17″ j. š., 67°42′25″ z. d. |
| 5      | Porvenir, Chile                    | 5 465    | 53°17′41″ j. š., 70°22′14″ z. d. |
| 6      | Punta Arenas, Chile                | 123 403  | 53°9′29″ j. š., 70°53′55″ z. d.  |
| 7      | Puerto Natales, Chile              | 19 116   | 51°43′48″ j. š., 72°29′53″ z. d. |
| 8      | Port Stanley, Falklandy            | 2 115    | 51°41′35″ j. š., 57°51′20″ z. d. |
| 9      | Río Gallegos, Argentina            | 97 742   | 51°37′24″ j. š., 69°13′9″ z. d.  |
| 10     | Veintiocho de Noviembre, Argentina | 4 686    | 51°34′56″ j. š., 72°12′44″ z. d. |

Punta Arenas je třetím největším městem v celé Patagonii. S téměř 120 tisíci obyvateli je správním centrem chilského regionu Magallanes y la Antártica Chilena. Jedná se o nejjižnější město, ležící přímo na jihoamerickém kontinentu - na jih pokračuje už jenom pustý poloostrov Brunswick s mysem Froward. Zároveň je nejjižnějším městem s více než 100 000 obyvateli.
Ushuaia je známá především jako turistické středisko, zároveň je hlavním městem argentinské provincie Tierra del Fuego, Antártida e Islas del Atlántico Sur. Díky své lokalizaci a vybavenosti je město a jeho přístav častým výchozím bodem turistických lodí směřujících k Antarktidě.
Puerto Williams bylo založeno v roce 1953 a sloužilo především jako vojenský námořní přístav s geostrategickým významem. Nyní je ekonomika tohoto místa založena především na turismu.
Na antarktickém kontinentu a přilehlých ostrovech se nachází mnoho vědeckých výzkumných základem. Některé z nich jsou obývány sezoně, jiné celoročně. Největší z nich je polární stanice McMurdo, ve které se během letního období zdržuje přes 1000 vědců a technického personálu.

## Fotogalerie

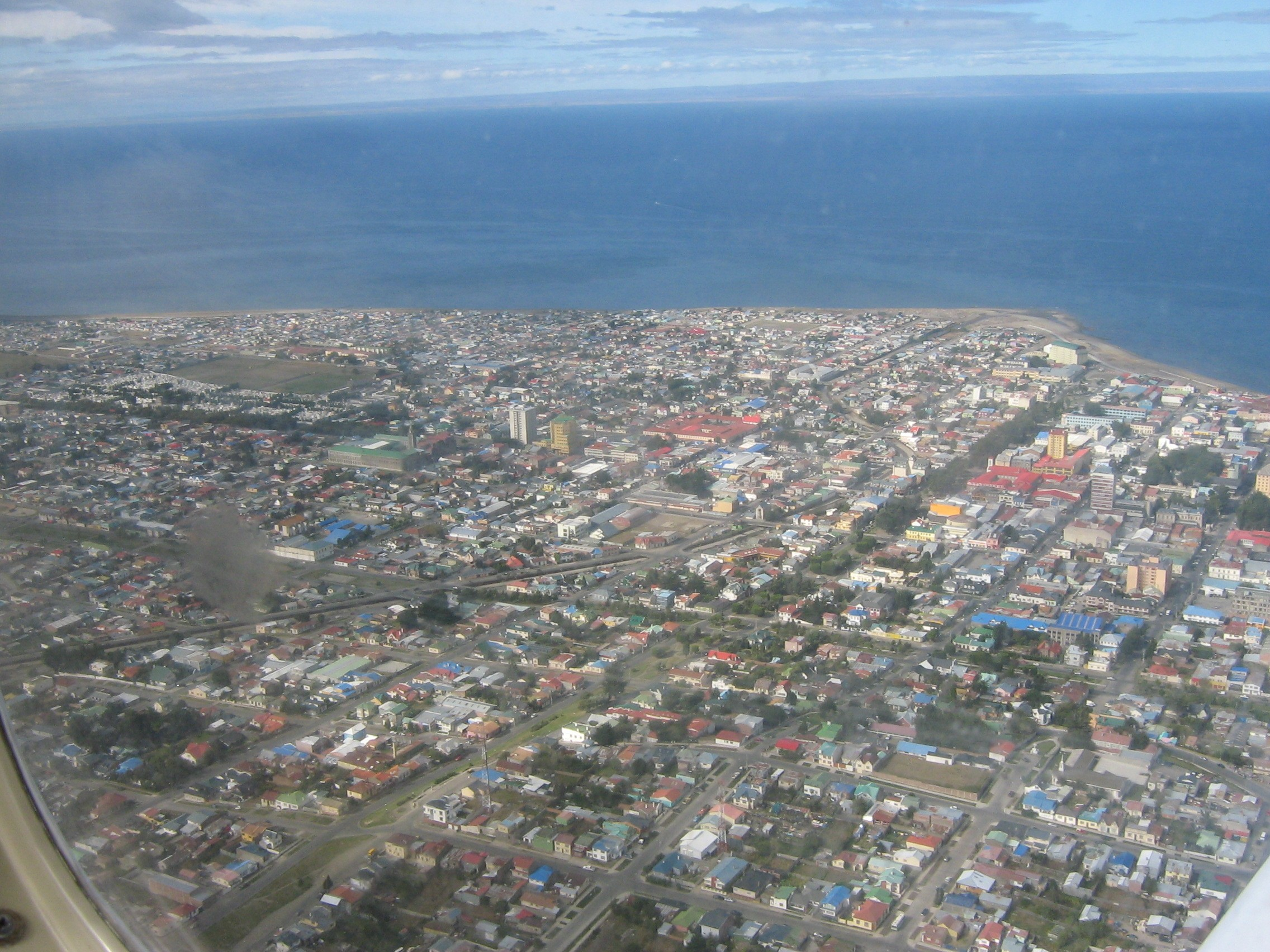
Punta Arenas
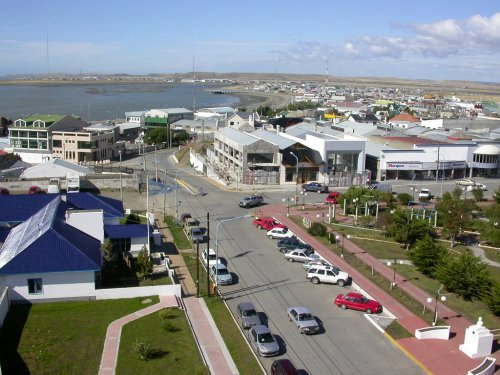
Río Grande
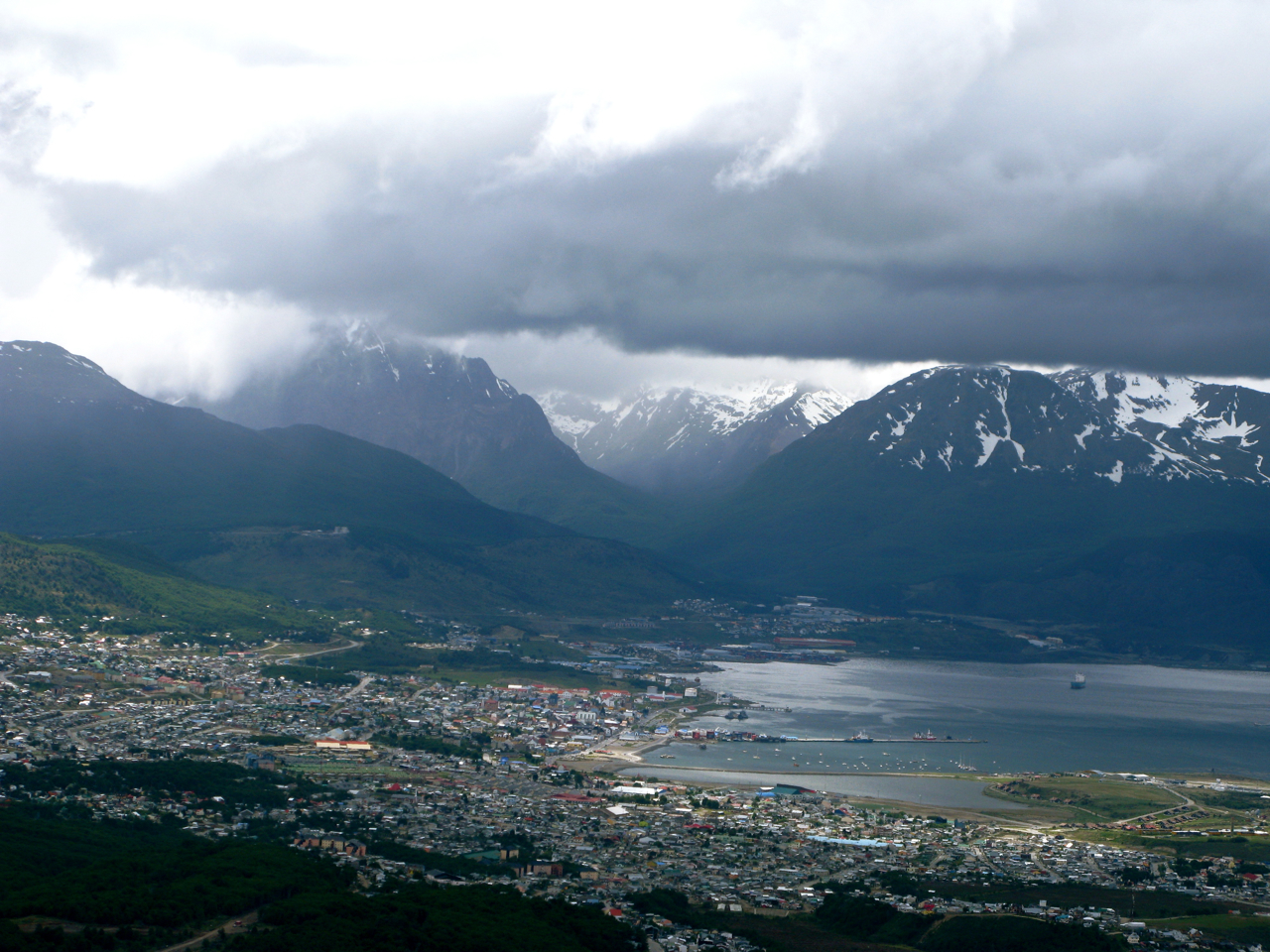
Ushuaia
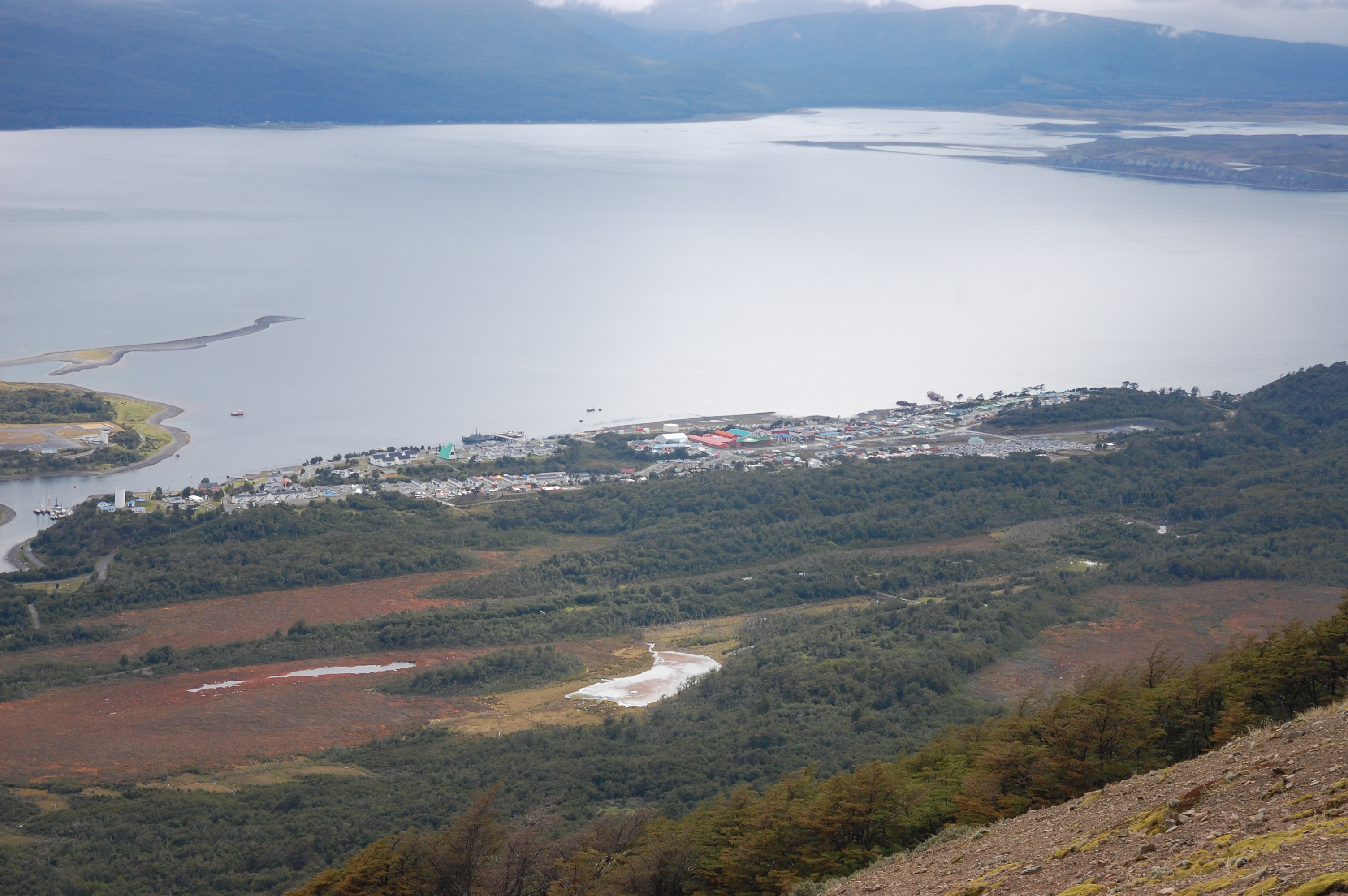
Puerto Williams
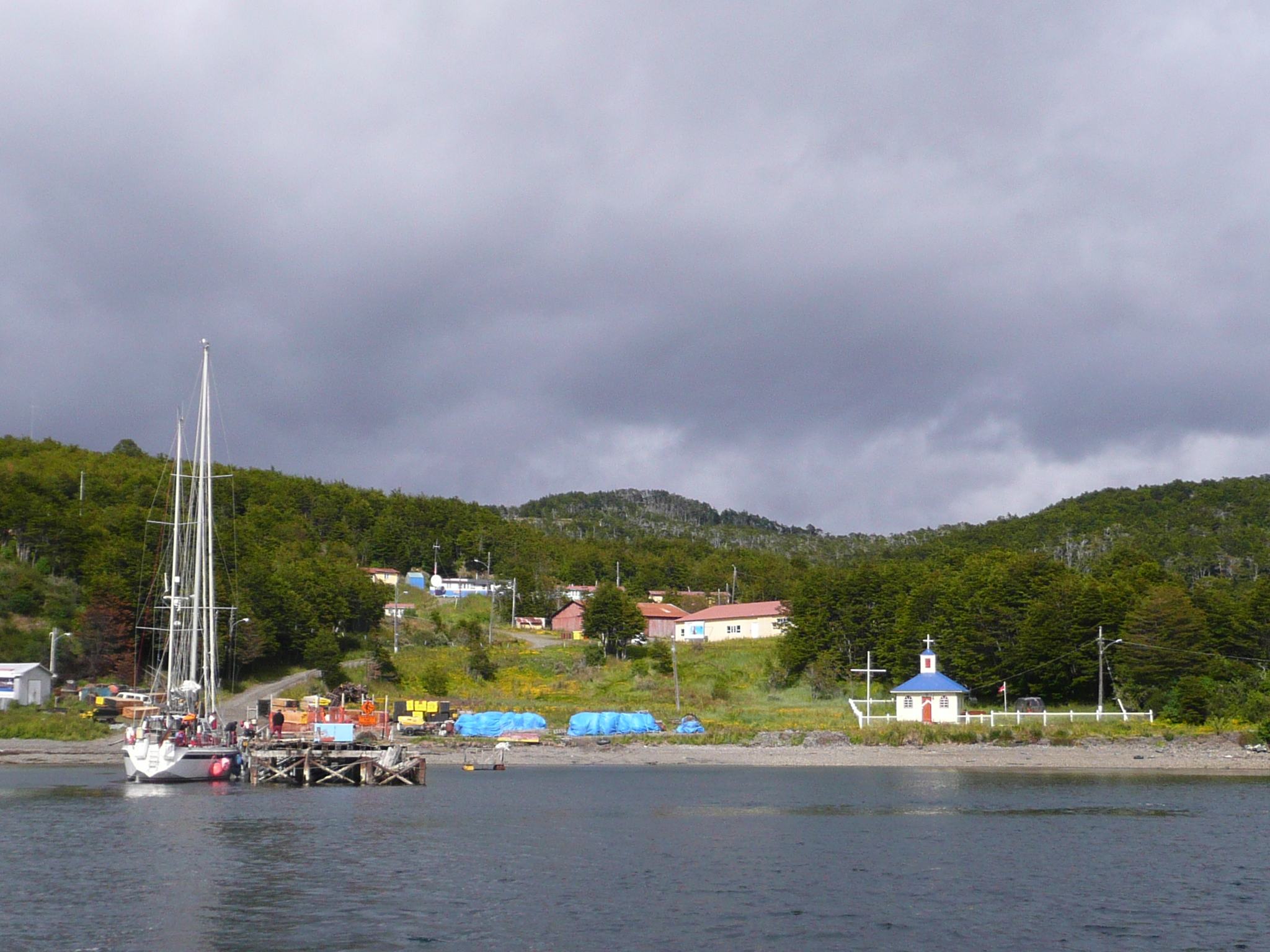
Puerto Toro